# 波兰兹罗提
波蘭茲羅提（波蘭語：Polski Złoty，波蘭語：[ˈzwɔtɨ] ⓘ）為波蘭的官方貨幣，該國已在2004年加入歐盟，但仍使用自己的貨幣而非歐元，在波蘭語中為「黃金」之意，複數稱或。波蘭在1990年代初經歷了恶性通货膨胀後，舊有的茲羅提貶值一萬倍；直至在1995年，波蘭政府發行新的茲羅提，把舊有的10,000茲羅提兌換成新的1茲羅提，才開始穩定了通貨膨脹。

## 流通中的貨幣

### 硬幣
- 1 格羅茨
  - 正面：國家名稱、波蘭國徽
  - 背面：面值、樹葉
- 2 格羅茨
  - 正面：國家名稱、波蘭國徽
  - 背面：面值、樹葉
- 5 格羅茨
  - 正面：國家名稱、波蘭國徽
  - 背面：面值、樹葉
- 10 格羅茨
  - 正面：國家名稱、波蘭國徽
  - 背面：面值、樹葉
- 20 格羅茨
  - 正面：國家名稱、波蘭國徽
  - 背面：面值、樹葉
- 50 格羅茨
  - 正面：國家名稱、波蘭國徽
  - 背面：面值、樹葉
- 1 兹罗提
  - 正面：國家名稱、波蘭國徽
  - 背面：面值、樹葉
- 2 兹罗提
  - 正面：國家名稱、波蘭國徽
  - 背面：面值、樹葉
- 5 兹罗提
  - 正面：國家名稱、波蘭國徽
  - 背面：面值、樹葉

### 紙幣
| 圖片 | 圖片 | 面額       | 長寬        | 主要顏色 | 主要顏色                 | 描述           | 描述                                                 |
| 正面 | 背面 | 面額       | 長寬        | 主要顏色 | 主要顏色                 | 正面           | 背面                                                 |
| ---- | ---- | ---------- | ----------- | -------- | ------------------------ | -------------- | ---------------------------------------------------- |
|      |      | 10 兹罗提  | 120 × 60 mm |          | 棕色                     | 梅什科一世     | 第納里烏斯硬幣與泰涅克修道院的羅馬式圓柱             |
|      |      | 20 兹罗提  | 126 × 63 mm |          | 粉色與紫色               | 波列斯瓦夫一世 | 第納里烏斯硬幣與聖尼古拉斯圓形大廳和格涅茲諾門的碎片 |
|      |      | 50 兹罗提  | 132 × 66 mm |          | 藍                       | 卡齐米日三世   | 帶有皇家徽章的波蘭白鷹，克拉科夫和卡齊米日           |
|      |      | 100 兹罗提 | 138 × 69 mm |          | 綠                       | 雅盖沃         | 波蘭白鷹，配有格倫瓦爾德劍和條頓盔甲，馬爾堡城堡     |
|      |      | 200 兹罗提 | 144 × 72 mm |          | 金黃色                   | 齐格蒙特一世   | 西吉斯蒙德教堂的波蘭白鷹，瓦維爾城堡                 |
|      |      | 500 兹罗提 | 150 × 75 mm |          | 淺藍色、粉色、金色和棕色 | 扬三世         | 波蘭白鷹，維拉諾夫宮                                 |

## 歷史上的貨幣

### 波蘭王國及波蘭-立陶宛聯邦茲羅提
茲羅提是起源於中世紀波蘭的一種傳統貨幣單位。在14至15世紀中，茲羅提原指為一種流通於波蘭境內的外國金幣，尤指德意志及魯登尼亞地區的硬幣。1496年，波蘭下院正式批准發行波蘭的貨幣，以30奧地利格羅先作為單一價值，稱為格羅茨。
其後在波蘭國王波尼亞托夫斯基進行的貨幣改革中，茲羅提成為波蘭官方貨幣，並確認了1茲羅提兌換30格羅先的匯率。直至1787年以前，茲羅提更和神聖羅馬帝國銀元掛鉤，以8茲羅提兌換1神聖羅馬帝國銀元。但波蘭受到最後一次瓜分前，茲羅提就曾經先後兩次貶值。

### 華沙公國茲羅提
茲羅提在波蘭受到瓜分後繼續流通，並由華沙公國發行新貨幣。

### 盧布及馬克
因為波蘭被帝俄侵略，因此在1850至1917年間，波蘭流通着俄羅斯帝國的盧布，並在後期被波蘭馬克所取代。

### 1924至1939年發行的茲羅提
在1924年，茲羅提再次被引入，以解決一戰後引發的惡性通脹及貨幣混亂。舊有的馬克被取代，並以1新茲羅提兌換舊有的1,800,000馬克，其後更把1茲羅提細分為100格羅茨。而每1茲羅提就固定為0.6187克的純金。

### 1939至1944年發行的茲羅提
在納粹德國入侵波蘭後，納粹德國便為波蘭制訂全新的貨幣，並固定匯率為1德國馬克兌換2茲羅提。

### 戰後(1944至1950年)發行的茲羅提
1944年7月24日，波蘭再次發行新的茲羅提鈔票，流通至1950年。

### 1950至1994年的波蘭茲羅提
1950年初，波兰人民共和国政府又發行新的波蘭茲羅提，以100舊茲羅提兌換1新茲羅提。新鈔票早在1948年面世，而新硬幣則在1949年正式發行。其中硬幣的面額分別為1、2、5、10、20及50格羅茨及1茲羅提，其後更發行2、5、10、20、50及100茲羅提的硬幣。至於鈔票方面，首先發行的面額有2、5、10、20、50、100、500及1,000茲羅提。隨著波蘭的通貨膨脹，面值200及2,000的茲羅提在1970年代初發行，後來在1982年更發行了5,000茲羅提的鈔票。而在80年代90年代初，波蘭的通貨膨脹更趨激烈，政府更大量發行10,000、20,000、50,000、100,000、200,000、500,000、1,000,000及2,000,000面值的茲羅提鈔票。

### 1994年至今新發行的波蘭茲羅提
當1989年發生了东欧剧变後，波兰共和国政府為了遏止惡性的通貨膨脹，便發行了新貨幣，以舊有的10,000波蘭茲羅提兌換新的1PLN茲羅提。

## 未來發展
波蘭有计划加入欧元区，波蘭官方貨幣將會由茲羅提及格羅茨轉變成歐元及欧分。

## 外部連結
- 波蘭茲羅提
- 波蘭茲羅提/美元 外匯圖表 （页面存档备份，存于）